# Documentário televisivo

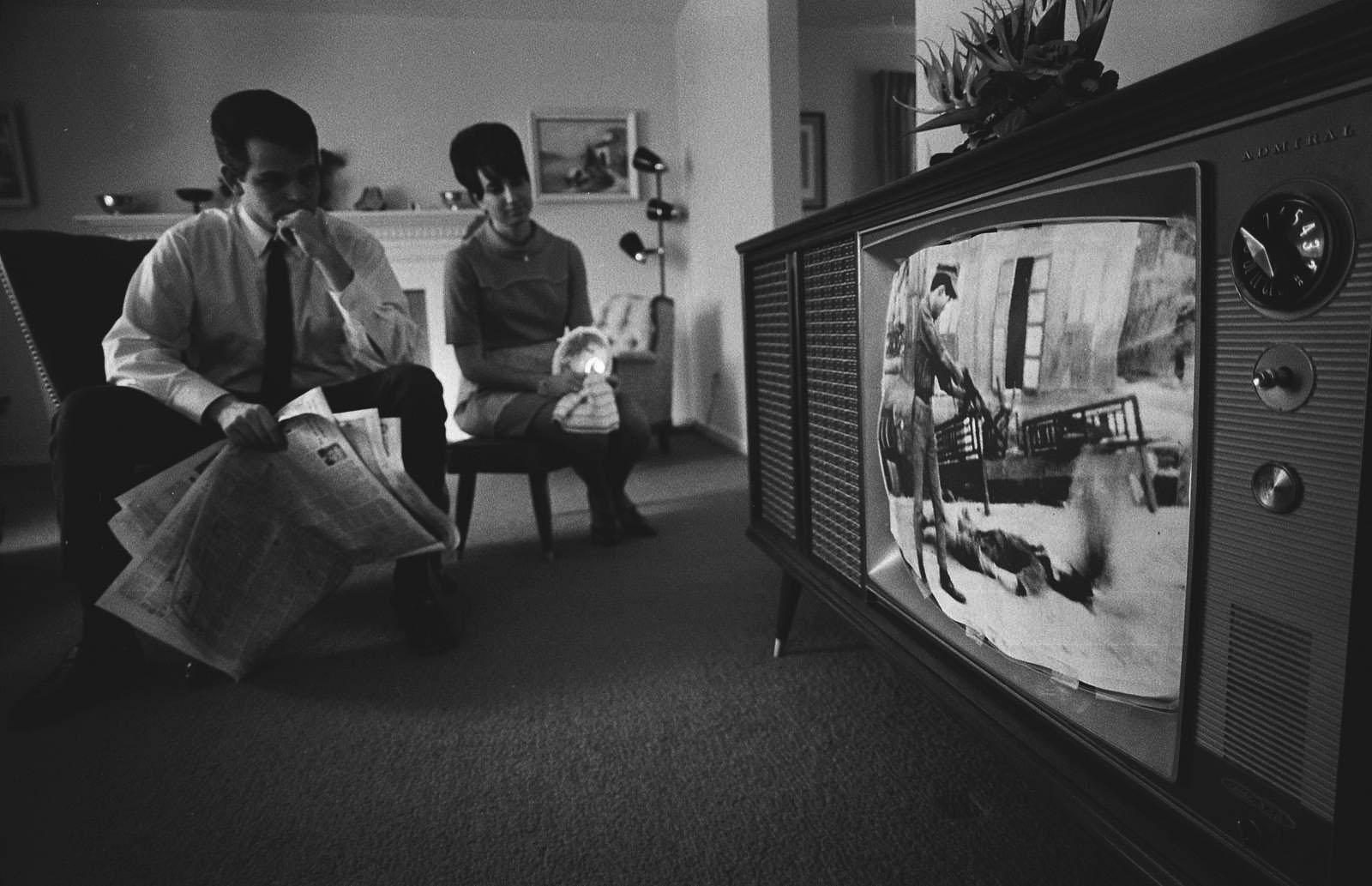
Um homem e uma mulher assistindo a um documentário televisionado da Guerra do Vietnã.

Documentários de televisão são produções de mídia televisionadas que exibem documentários. Os documentários para a televisão existem como uma série documental para a televisão ou como um filme documental para a televisão.
- Séries documentais de televisão, às vezes chamadas de docusséries, são séries de televisão exibidas dentro de uma coleção ordenada de dois ou mais episódios televisionados.
- Filmes documentais para a televisão existem como um documentário singular a ser transmitido por meio de um canal de documentário ou de um canal de notícias. Ocasionalmente, os filmes documentários inicialmente destinados à transmissão televisiva podem ser exibidos no cinema.

A televisão documental ganhou destaque durante a década de 40, surgindo de empreendimentos anteriores na produção de documentários cinematográficos. As primeiras técnicas de produção eram altamente ineficientes em comparação com os métodos de gravação modernos. Os primeiros documentários de televisão normalmente apresentavam assuntos históricos, de guerra, investigativos ou relacionados a eventos. Os documentários de televisão contemporâneos se estenderam para incluir assuntos sobre celebridades, esportes, viagens, economia e vida selvagem.
Muitos documentários de televisão criaram polêmica e debate em torno de questões éticas, culturais, sociais e políticas. A controvérsia também surgiu em relação à formatação atual das séries documentais televisivas, bem como à contextualização dos documentários televisionados por meio de serviços contemporâneos de streaming.

## História

### Pré-1900
O documentário televisivo se originou em várias maneiras de comunicação midiática do cinema, fotojornalismo e rádio. De forma específica, o documentário televisivo pode ser rastreado até as origens do documentário cinematográfico. O documentário surgiu em destaque no cinema de não-ficção para relatar eventos históricos e contemporâneos. Em 1898, Bolesław Matuszewski, um cineasta polonês, sugeriu que o documentário fosse uma "nova fonte de história". Com a evolução generalizada do cinema documental, James Chapman considerou suas origens como um grande "processo internacional" envolvendo nações como os Estados Unidos da América, França, Alemanha, União Soviética e Grã-Bretanha.

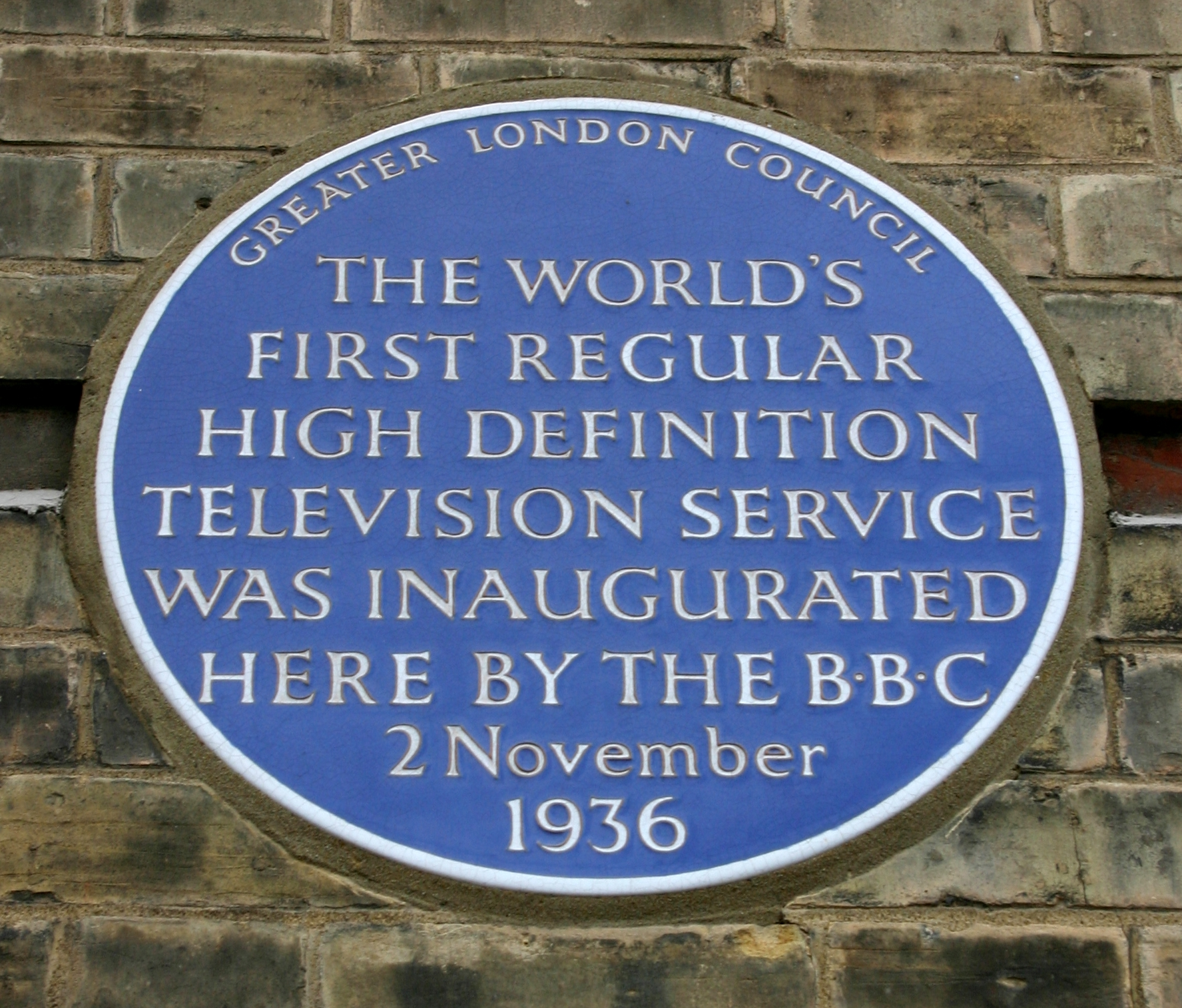
A placa comemorativa do serviço de televisão pública de alta definição da BBC.

### 1900–1950
O surgimento do documentário televisivo acompanhou o advento do lançamento da primeira televisão pública de alta definição do mundo, em 2 de novembro de 1936, pela British Broadcasting Corporation (BBC). Após o início das  transmissões, o serviço de televisão da BBC continuou, mesmo que em capacidade limitada, até 1939 com o início da Segunda Guerra Mundial. Esta suspensão durou seis anos, durante todo o período de guerra. As transmissões regulares retornaram em 1946. A expansão subsequente da rede da BBC ocorrida nos anos seguintes em direção à cobertura nacional, canais adicionais, e também a introdução de uma nova concorrência no mercado de redes de televisão (principalmente a Independent Television) estimulou oportunidades para o surgimento de documentários televisivos. Em consonância com a concepção britânica de uma rede de transmissão televisiva pública, o documentário televisivo também encontra suas origens na mídia britânica.
Existe um senso comum de que a revolução que se difundiu amplamente na televisão, particularmente no cinema documental, foi uma construção inevitável. Duncan Ross e Ramsay Short tornaram-se pioneiros na criação do documentário televisivo, ao incorporar de forma proeminente as técnicas cinematográficas que estão presentes neste novo veículo de transmissão. Ross, em 1950, declarou que a mídia documental estava "muito à vontade na televisão". Nessa época, ele e seus contemporâneos consideravam o documentário de televisão algo que vai além do documentário tradicional – de forma particular celebrar a definição de John Grierson de que o documentário existe como “um retrato da realidade”. Esses primeiros documentaristas de televisão defendiam a influência potencial do documentário de televisão nos meios educacionais, sociais e culturais.

### 1950-1970
As origens do documentário televisivo nos Estados Unidos são de 1949, retratando uma série de memórias de guerra  Durante os anos 50, redes de televisão comerciais proeminentes, como NBC, ABC e CBS, fizeram documentários televisivos sobre gêneros históricos, militares, de guerra e relacionados a eventos. A década de 1960 é comemorada como a "Era de Ouro" do documentário de televisão nos Estados Unidos. Nessa época, os documentários de televisão ganharam relevância tanto no âmbito jornalístico quanto no político. Notavelmente, o governo Kennedy acreditava que os  documentários de televisão poderiam contribuir para que os americanos se esforçassem para restringir o crescimento do comunismo.
O documentário de televisão continuou ganhando popularidade a nível global ao longo das décadas seguintes. James Chapman observa Família Real (1969) como "a melhor indicação da aceitação cultural" do documentário televisivo. Após sua exibição, a Família Real registrou uma audiência de 40 milhões de pessoas mundialmente.

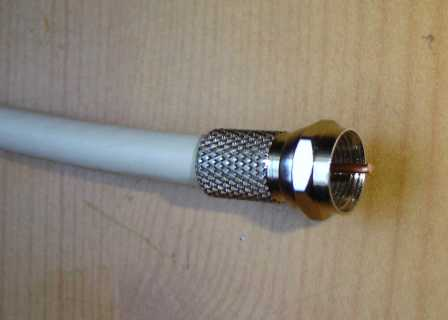
Um cabo de rede de televisão coaxial

### 1970–2000
Nas últimas décadas do século XX, houve uma perda de popularidade dos documentários de televisão nas redes de televisão comerciais, que passaram a serem exibidos principalmente pelas redes de televisão a cabo. Com isso, surgiram vários canais sobre documentários, como The History Channel e National Geographic, no início dos anos 2000. Durante este período nos Estados Unidos, a PBS continuou exibindo documentários investigativos na televisão. Além disso, também surgiram documentários de televisão produzidos por minorias, oferecendo novas opiniões culturais e políticas.

### Documentários de televisão contemporâneos
Um novo gênero de documentários surgiu na década de 2000 e continuou crescendo na década de 2010. Documentários interativos, também conhecidos como i-docs ou documentários da web, geralmente acompanham documentários de televisão tradicionais, apresentando hiperlinks interativos, áudio, texto e imagens. Documentários interativos possuem reconhecimento em festivais de cinema recentes, como o Tribeca Film Festival e o Sundance Film Festival, principalmente pelo sucesso em produções midiáticas educacionais e históricas.
A trajetória atual das produções documentais televisivas é feita para entrar nos serviços de streaming como Netflix e Stan. Ao mesmo tempo, acontece o surgimento de documentários patrocinados por marcas. Por exemplo, a Johnson & Johnson encomendou a produção de 5B, que  retrata várias enfermeiras que fundaram uma ala de AIDS no Hospital Geral de São Francisco. O documentário explora o foco da marca em "cuidado" e "toque". Tim Stevenson revela que os documentários patrocinados pela marca permitem que os profissionais de marketing acessem audiências amplas através de mídias que os métodos tradicionais de publicidade não conseguem.

## Técnicas de produção
Os primeiros documentários de televisão foram produzidos gravando áudio e vídeo separadamente. Câmeras de filme de dezesseis milímetros, que muitas vezes estão sobre tripés, capturaram a imagem, com equipamentos de iluminação e filtragem de acompanhamento. O som foi gravado usando um gravador de som de um quarto de polegada junto com vários microfones. Durante a pós-produção, os elementos de imagem e som foram sincopados.

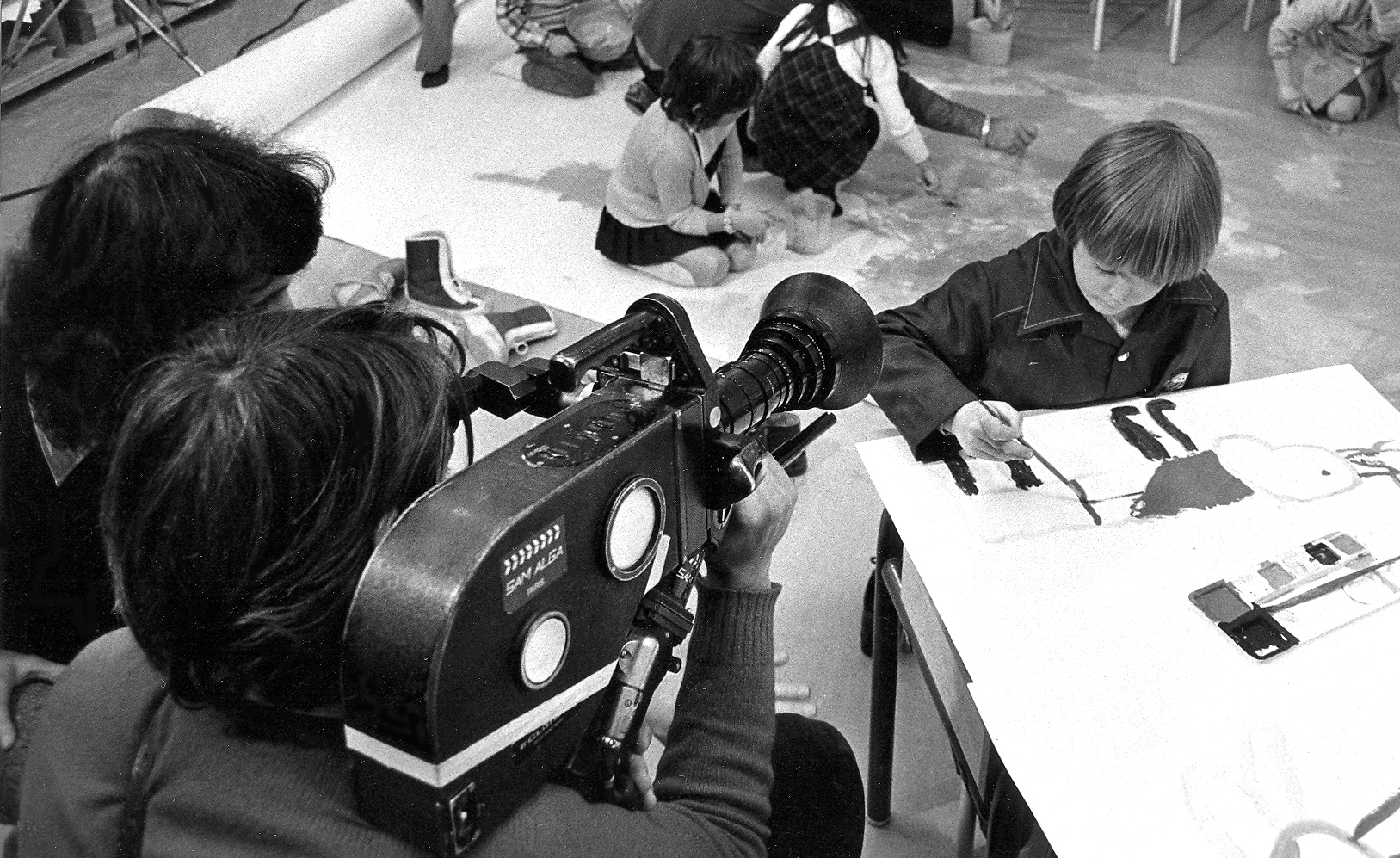
Gravação com uma câmera de filme Éclair 16mm.

Equipamentos que eram muito utilizados durante o início da produção de documentários de televisão incluíam câmeras de filme Éclair 16mm, junto com gravadores de som Nagra. Tentativas contemporâneas de refazer um ambiente de produção vintage semelhante observam que esses métodos não têm eficiência e em muitas vezes há defeitos.
No início dos anos 70, houve mudanças revolucionárias nas técnicas de produção documental. Marshall McLuhan e Buckminster Fuller se revoltaram contra os métodos tradicionais existentes de comunicação da informação para a sociedade dos Estados Unidos. A recém-desenvolvida câmera de vídeo Portapak, da Sony, foi responsável por impulsionar a campanha de televisão Guerrilla e foi reconhecida pela facilidade de transferência de gravações de fitas de vídeo do dispositivo de uma empresa para o respectivo dispositivo da outra.

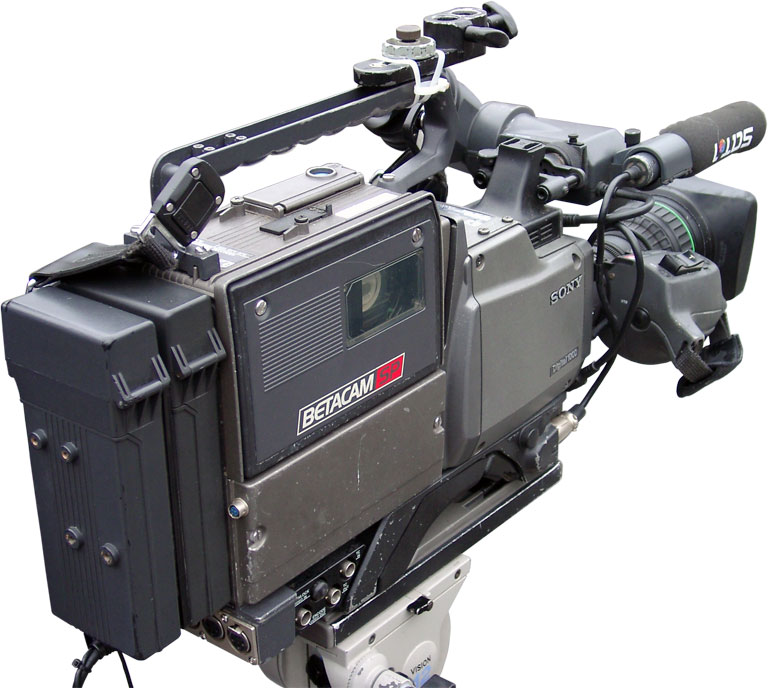
Filmadora Sony Betacam SP

O desenvolvimento significativo seguinte nas técnicas de produção de documentários de televisão surgiu na década de 80, quando apareceram gravadores de vídeo portáteis, também conhecidos como filmadoras. Mais notavelmente, a Sony desenvolveu o Betacam. Este produto era conhecido pela mobilidade e flexibilidade das câmeras de vídeo, o que facilita o aumento da eficiência na produção de documentários. Além disso, as filmadoras permitiram reduções substanciais de custos de produção comparando-se às técnicas tradicionais de produção de câmeras de filme, permitindo assim que mais imagens fossem capturadas. Isso fez com que as filmadoras substituíssem quase por completo as câmeras de filme no final do século XX. Glover diz que essa ampla adoção de métodos para produzir documentários digitais rendeu novas oportunidades para que documentários "assumam qualquer um ou vários modos" de documentário, conforme explica Bill Nichols. Isso garante uma conveniência particular à produção da abordagem de 'apresentação de slides', que mostra fotos em moldura com narradores de 'cabeças falantes' – um “grampo constante” do documentário televisivo.

## Gêneros
Os primeiros documentários da televisão britânica abordavam bastante eventos históricos, locais e estados governantes. Além disso, os documentários de guerra se destacaram no final dos anos 40 e início dos anos 50, ilustrando os esforços das Forças Aliadas na Segunda Guerra Mundial. Documentários de televisão investigativos também ganharam popularidade durante a década de 50. Chad Raphael destaca See It Now (1951-1955), da CBS, como sendo um documentário de televisão que se tornou referência para o gênero investigativo, dando origem ao "primeiro jornalismo crítico na televisão". Mais tarde, nos anos 60, os gêneros de documentários de televisão continuaram expandindo; assuntos de história natural e vida selvagem tornaram-se assuntos documentais populares.
O mesmo aconteceu com os documentários que exploravam temas da humanidade. Civilization (1969), uma série documental de treze partes transmitida pela BBC Two, que retratava a civilização ocidental, era famosa pela mídia televisiva colorida e contemporânea.
Os documentários de televisão continuam explorando assuntos de guerra, históricos, governamentais e de vida selvagem. Os gêneros de documentários de televisão também que existem hoje incluem esportes, saúde, economia, mídia social e assuntos de celebridades.

## Críticas
O contínuo surgimento do documentário televisivo perante os contextos históricos e informativos da mídia causou debates e controvérsias significativos por causa de sua ampla influência. Essas controvérsias geralmente integram preocupações éticas, culturais, sociais e políticas. A mídia dos documentários de televisão foi considerada criando uma controvérsia ética em torno da representação incompleta de um evento; essa controvérsia após modificação de imagem através de técnicas de edição digital e preocupações éticas em relação à verificabilidade das informações de uma imagem. Como tal, a difamação no documentário de televisão é uma alvo constante de controvérsia. O documentário de 2003 da ITV, Living with Michael Jackson, recebeu críticas de Michael Jackson, que afirmou que o filme "o traiu totalmente" ao retratar seus relacionamentos com crianças pequenas. Da mesma forma, Fahrenheit 9/11 (2004) abriu um debate sobre a precisão factual e a honestidade de seu retrato geopolítico do governo de George W. Bush. Tais discrepâncias factuais chegaram à conclusão de que os documentários de televisão ocasionalmente fogem às representações históricas precisas, com mais drama para fins de entretenimento.
A influência cultural do documentário televisivo esteve por muito tempo sob escrutínio público. Tais preocupações começaram a acontecer durante o surgimento inicial do documentário televisivo nas esferas públicas. A controvérsia cultural surgiu em relação à produção da BBC de 1965, The War Game. Embora tenha sido aprovado previamente, a BBC concluiu mais tarde que o documentário era "horrível demais para o meio de transmissão", portanto, não teve transmissão pública. Depois, houve comentários de que a BBC adotou tal abordagem preocupada com a influência institucional e cultural potencialmente negativa em consequência da transmissão televisiva pública de The War Game.
Estudos contemporâneos estão sendo realizados dando atenção específica à avaliação da influência social e política dos documentários televisivos. Feldman e Sigelman realizaram um estudo em 1985 para analisar o efeito do docudrama televisivo The Day After, apresentando as consequências de um ataque nuclear soviético à área de Kansas City. Eles concluíram que o docudrama foi influente para outras histórias de jornais e televisão, particularmente sobre as discussões sobre limitações de armas com a União Soviética. O estudo também descobriu que as preocupações do público aumentaram em relação à capacidade de sobrevivência dos Estados Unidos a um grande ataque nuclear. Além disso, The Day After gerou uma discussão sobre se o presidente Reagan deveria ou não ter aumentado os gastos com defesa pública. Da mesma forma, outro estudo concluiu que vários documentários recentes que falam sobre questões sociais, como Semper Fi, tinham "conhecimento situado" e, portanto, exerciam influência nos Estados Unidos na promulgação da reforma da lei.

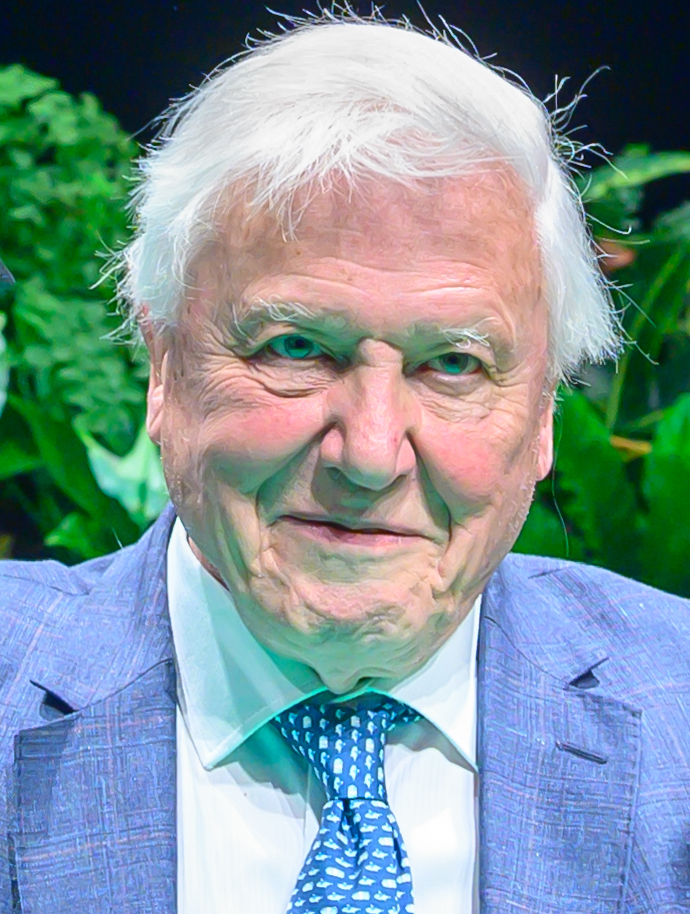
David Attenborough em 2019.

O avanço e a formatação contemporânea dos documentários de televisão populares também gerou polêmica nos últimos anos. Em 2014, o famoso narrador de documentários, David Attenborough, expôs uma opinião lamentando o estado contemporâneo dos documentários televisivos. Ele acreditava que o público de hoje não tinha interesse em longas séries documentais, dando preferência a minisséries de dois ou três episódios. Ele declarou que essas minisséries não "tratam de algo adequadamente". Em vez disso, Attenborough esperava um "compromisso e crença mais fortes" em um assunto, o que facilitou a produção de séries documentais estendidas mais uma vez.
O surgimento de serviços de streaming no mainstream da transmissão cultural durante os anos 2010, em particular, também provocou uma polêmica contemporânea em torno do formato e classificação dos documentários televisivos. Posteriormente, a Academy of Television Arts & Sciences (ATAS), uma organização honorária profissional que defende o avanço da indústria televisiva nos Estados Unidos, reconheceu documentários exibidos em serviços de streaming candidatos à consideração para um Emmy Award. A mídia televisiva, transmitida por meio do streaming, cresceu tanto em popularidade que os programas de televisão originais da Netflix receberam um recorde de 160 indicações no 72º Primetime Emmy Awards em 2020. Essa conquista foi seguida pela rival HBO, que recebeu 107 indicações em 2020. Notavelmente, o vencedor do prêmio de 2020 para Melhor Documentário ou Série de Não-ficção foi The Last Dance (2020), da ESPN, que foi transmitido no mundo inteiro pela Netflix.

## Exemplos de canais
- Al Jazeera Documentary Channel
- Animal Planet
- CGTN Documentary
- Discovery Channel
- DOC: The Documentary Channel
- Docu TVE
- Documentary (canal de televisão)
- History
- National Geographic
- Science
- WORLD Channel